# پرالورمو
پرالورمو (به ایتالیایی: Pralormo) یک کومونه در ایتالیا است که در استان تورین واقع شده‌است.

## خصوصیات
پرالورمو ۲۹٫۸ کیلومترمربع مساحت و ۱٬۹۳۹ نفر جمعیت دارد و ۳۰۳ متر بالاتر از سطح دریا واقع شده‌است.